# Защитная
Защи́тная бу́хта — залив, расположенный на краю Выборгского залива на территории Ленинградской области Российской Федерации, полностью на территории города Выборга.
Бухту соединяют с остальной частью залива Крепостной пролив и Гвардейский пролив, отделяющие острова Гвардейский и Твердыш. Сам Выборгский залив является частью Финского залива Балтийского моря. На берегу бухты расположен скальный пейзажный парк Монрепо, а на Замковом острове в Крепостном проливе — Выборгский замок.  На юго-восточном конце бухту пересекают провода ЛЭП на высоте около 6 метров, что не позволяет парусным судам близко подойти к историческому центру Выборга. 

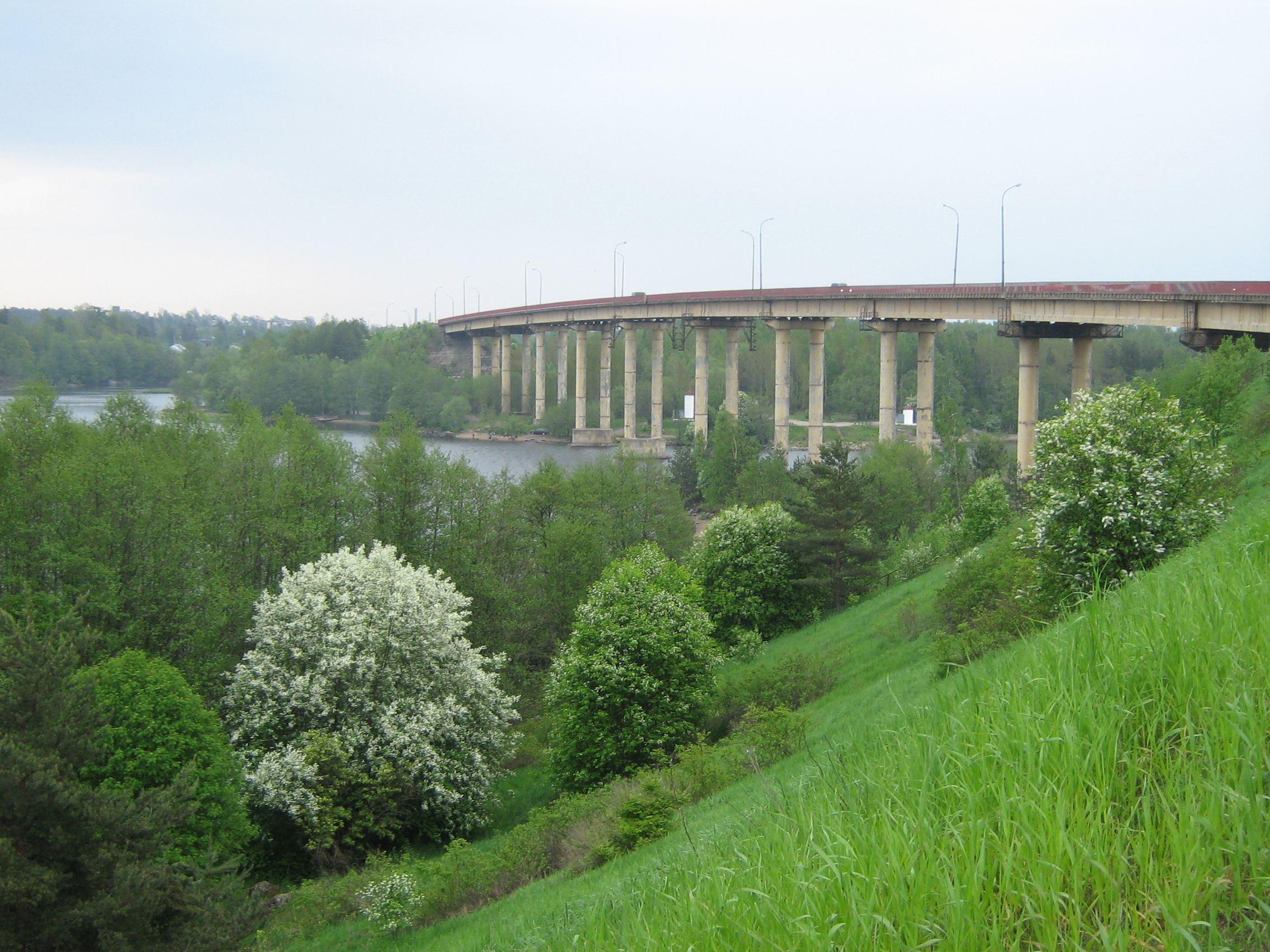
Гвардейский пролив, мост Дружбы
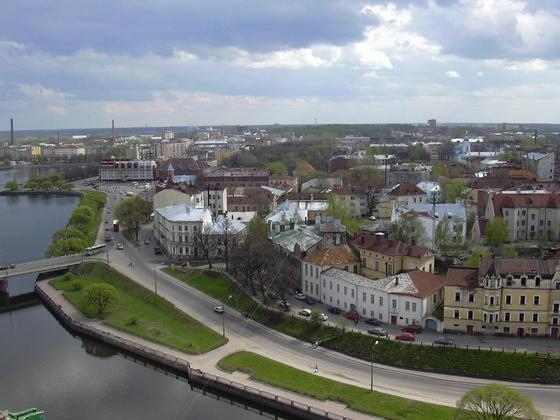
Крепостной пролив, вид с Выборгского замка
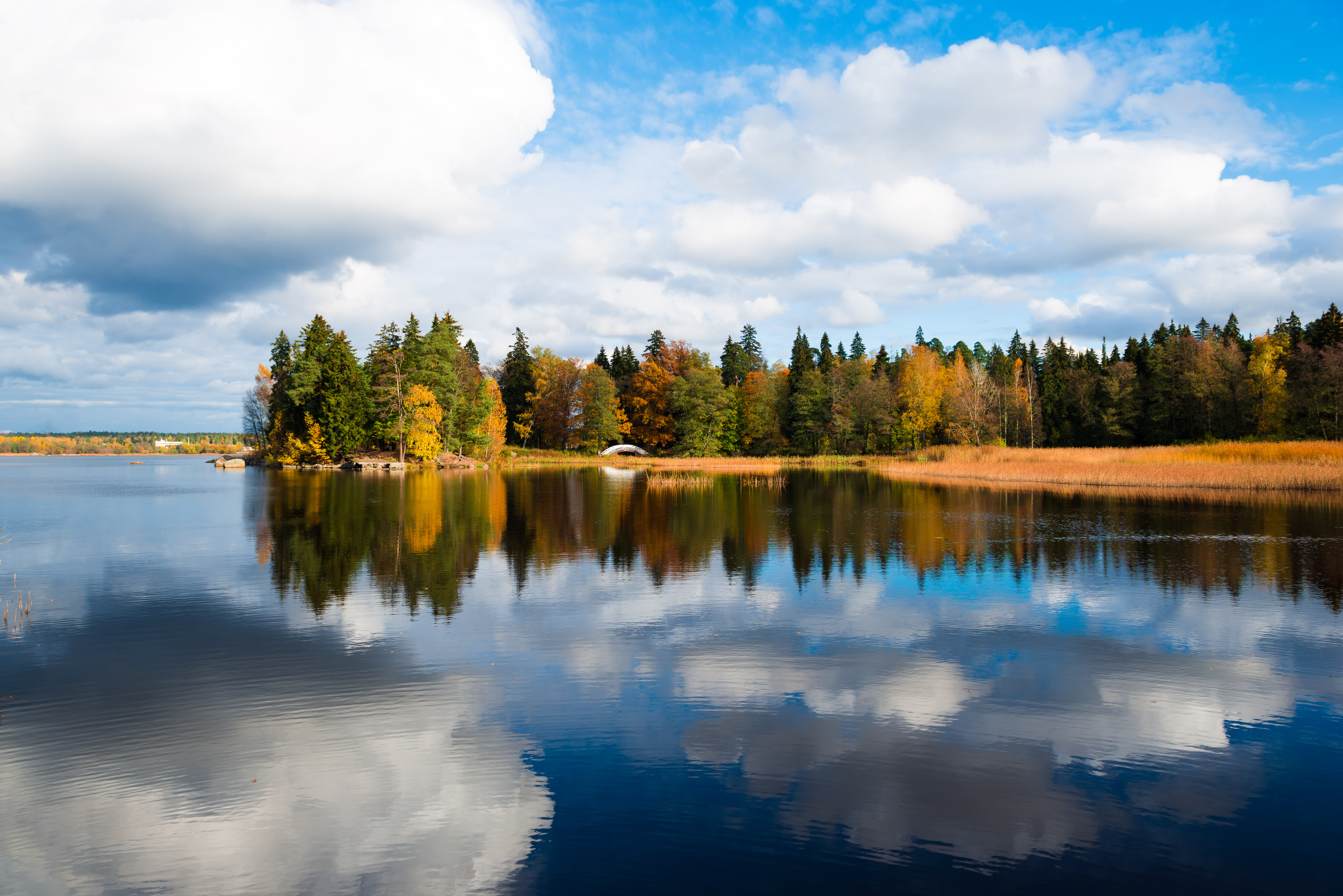
Парк «Монрепо» на берегу бухты

В средние века в Защитную бухту впадал рукав реки Вуоксы, который постепенно пересыхал. Полностью он высох к 1857 году. Строившийся с 1845 года в качестве его замены Сайменский канал был пущен в 1856 году. Он соединяет Защитную бухту с Новинским заливом. До 1944 года использовалось финское название «Суоменведенпохья» (фин. Suomenvedenpohja, «север вод Финского залива»), но после Советско-финских войн бухта получила современное название. Перевод старого названия — «Северный залив» — иногда применяется в качестве общего наименования для Защитной бухты, Большого Ковша и бухты Радуга.

## Топографические карты

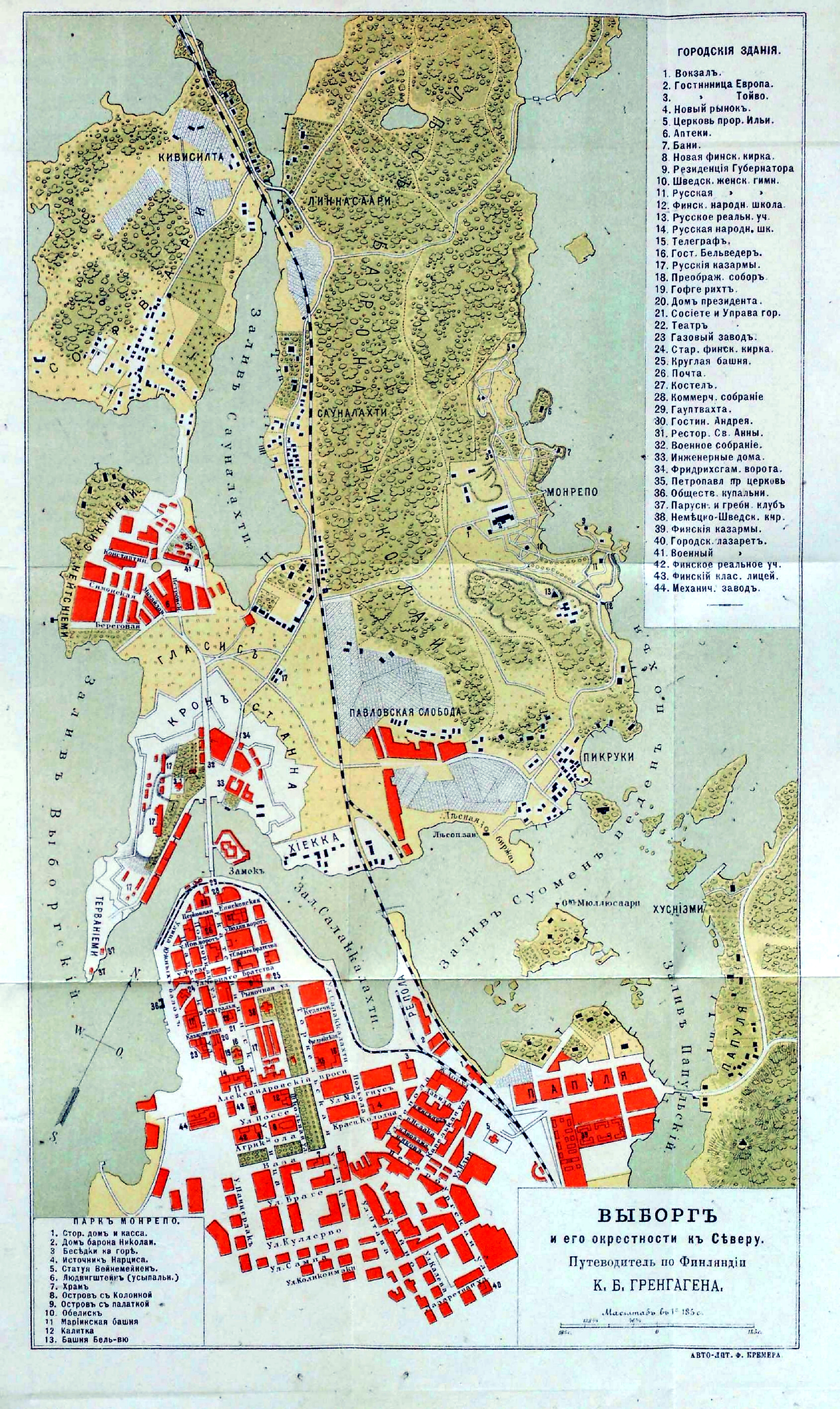
Бухта на карте Выборга 1905 года

- Лист карты P-35-117,118 Выборг. Масштаб: 1 : 100 000. Издание 1972 г.